# واندا جيويل
واندا جيويل (بالإنجليزية: Wanda Jewell)‏ هي لاعبة رماية أمريكية، ولدت في 19 يونيو 1954 في هافري في الولايات المتحدة.

## وصلات خارجية
- واندا جيويل على موقع الاتحاد الدولي (الإنجليزية)
- واندا جيويل على موقع اللجنة الأولمبية الدولية (الإنجليزية)
- واندا جيويل على موقع أوليمبيديا (الإنجليزية)